# Pilot (The Office)
"Pilot" (título alternativo: "The Office: An American Workplace") é o primeiro episódio da primeira temporada da série de televisão estadunidense The Office. Foi ao ar originalmente nos Estados Unidos em 24 de março de 2005 pela NBC. O roteiro foi baseado quase completamente no piloto do programa britânico original, escrito por Ricky Gervais e Stephen Merchant. Apesar disso, algumas piadas foram parcialmente reescritas por Greg Daniels em uma tentativa de "americanizar" a série.
"Pilot" foi dirigido por Ken Kwapis. Neste episódio, uma equipe de documentário chega aos escritórios da Dunder Mifflin em Scranton para observar os funcionários. O gerente Michael Scott (Steve Carell) tenta mostrar um cenário feliz diante da potencial crise na empresa. O escritório também contrata um novo funcionário temporário, Ryan Howard (B. J. Novak). Enquanto isso, Jim Halpert (John Krasinski) faz pegadinhas contra o antagonista Dwight Schrute (Rainn Wilson).
"Pilot" foi lançado no meio da transição entre as temporadas de 2004 e 2005 na televisão. Embora o episódio tenha sido um sucesso de audiência, recebendo 5,0/13 na classificação da Nielsen entre pessoas de 18 a 49 anos e conquistando 11,2 milhões de espectadores no geral, recebeu avaliações mistas, com muitos criticando a cópia integral de piadas da versão britânica.

## Sinopse
O episódio apresenta Michael Scott (Steve Carell), o gerente regional da filial da Dunder Mifflin em Scranton, uma empresa que vende papel e está em crise. A informação que é necessário reduzir os funcionários é entregue a ele pela vice-presidente de vendas, Jan Levinson-Gould (Melora Hardin), que, junto com os outros colegas, não consegue tolerar as piadas frequentes de Michael.
Também foram apresentados alguns dos outros trabalhadores do escritório, incluindo Dwight Schrute (Rainn Wilson), um vendedor socialmente desajeitado e vice-xerife voluntário em meio período; Jim Halpert (John Krasinski), outro vendedor que gosta de fazer pegadinhas contra Dwight; Pam Beesly (Jenna Fischer), a recepcionista por quem Jim tem uma paixão; e Ryan Howard (B. J. Novak), um empregado temporário.

## Produção

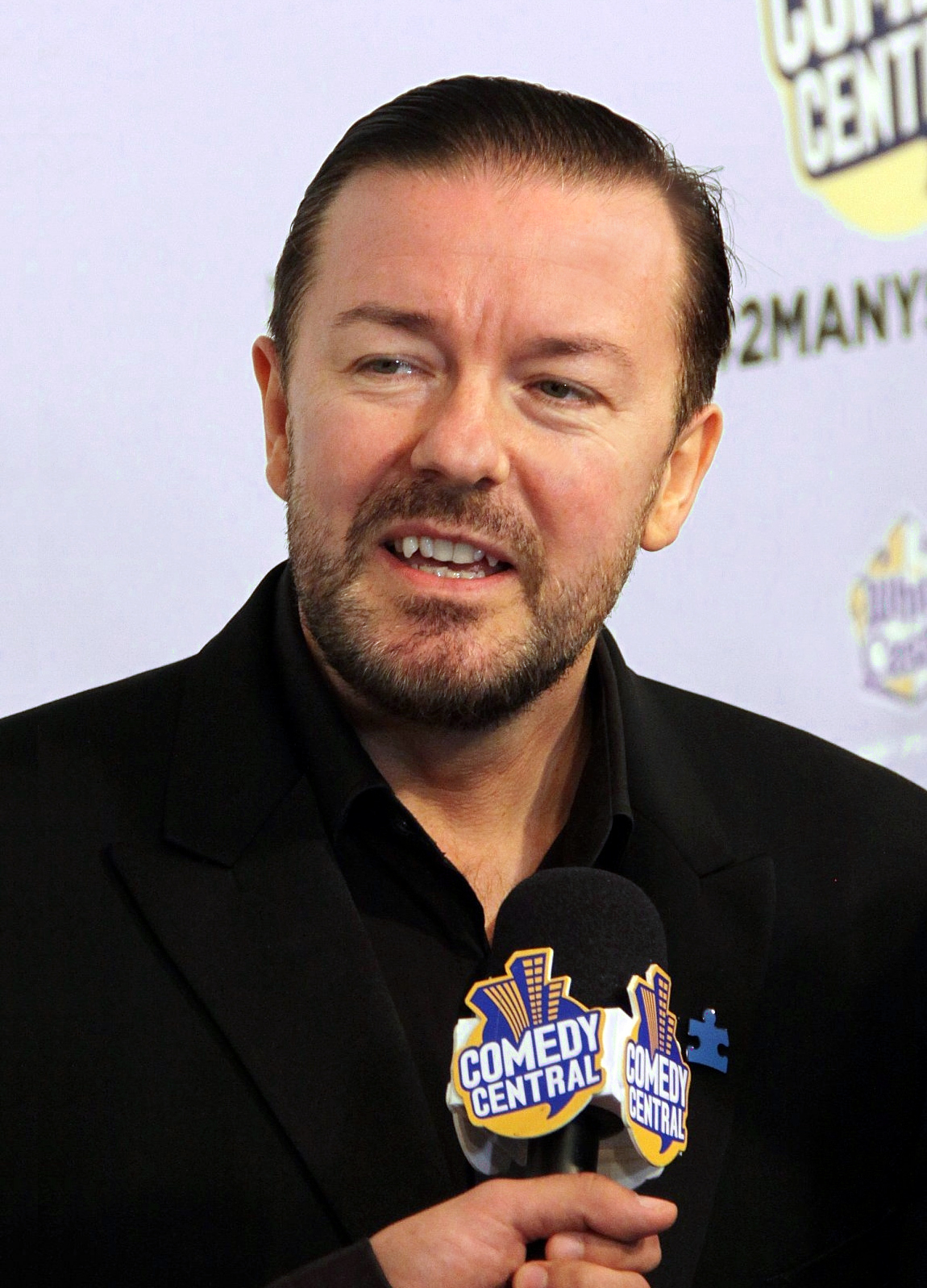
"Pilot" foi baseado no primeiro episódio da versão britânica original, criada por Ricky Gervais (imagem) e Stephen Merchant.

A série estreou no meio da transição entre as temporada de 2004 e 2005 na televisão dos Estados Unidos. O piloto é uma adaptação explícita do primeiro episódio do programa original transmitido pela BBC. Daniels decidiu seguir esse caminho porque "começar completamente do zero seria uma coisa muito arriscada" devido ser uma versão da fraquia The Office. Embora o roteiro contenha principalmente piadas da série britânica, foi parcialmente reescrito na tentativa de "americanizá-lo". Pegadinhas como o grampeador de Dwight sendo colocado na gelatina por Jim foram copiadas literalmente, enquanto outras foram apenas ligeiramente alteradas. A cena em que Jim simula uma cerca com lápis entre sua mesa e a de Dwight foi filmada como um paralelo de quando Tim Canterbury empilha caixas de papelão na frente de Gareth Keenan para restringir sua visão. "Pilot" foi gravado quase seis meses antes do início das filmagens do segundo episódio da temporada, "Diversity Day". The Office não usou risadas de fundo em "Pilot", querendo que seu humor "inexpressivo" e "absurdo" fosse totalmente percebido. A produção deste episódio ocorreu em 18 de fevereiro de 2004.

### Escolha de elenco
O executivo da NBC, Kevin Reilly, sugeriu originalmente Paul Giamatti ao produtor Ben Silverman para o papel de Michael Scott, mas o ator recusou. Martin Short, Hank Azaria e Bob Odenkirk também estavam interessados. Em janeiro de 2004, a revista Variety publicou que Steve Carell, do programa The Daily Show with Jon Stewart do Comedy Central, estava em negociações para assumir o papel. Na época, ele já estava sendo cotado para outra comédia da NBC, Come to Papa, mas a série foi cancelada, deixando-o liberto para atuar em The Office. Carell afirmou mais tarde que apenas assistiu metade do piloto original britânico antes de fazer o teste. Ele não concluiu com medo de copiar as características de Gervais. Rainn Wilson, que foi escalado como o bajulador Dwight Schrute, assistiu todos os episódios antes de fazer o teste. Inicialmente, ele interpretou Michael, uma performance descrita por si próprio como uma "terrível personificação de Ricky Gervais"; no entanto, os diretores de elenco gostaram de sua audição como Dwight e o contrataram para o papel.
John Krasinski e Jenna Fischer eram desconhecidos antes de serem escalados para seus respectivos papéis como Jim e Pam, o interesse amoroso central. Krasinski estudava e era amigo de B. J. Novak. Posteriormente ele relembrou ter insultado acidentalmente Greg Daniels enquanto esperava para fazer o teste, dizendo-lhe: "Espero que [o desenvolvedor do programa] não estrague tudo". O diretor então se apresentou formalmente. Fischer, que interpreta a recepcionista do escritório, estabeleceu as expressões de tédio e o penteado de Pam. Em uma entrevista no programa Fresh Air da NPR, ela relembrou a última etapa para receber a personagem, com os produtores fazendo parcerias entre os atores para avaliarem a química do casal. Após concluírem, Krasinski disse que Fischer era sua "Pam" favorita, ao que ela respondeu que ele também era seu "Jim" favorito. Muitos atores filmados como figurantes se tornariam parte do elenco coadjuvante em episódios posteriores e as duas mulheres vestindo suéteres azuis no fundo da sala de reunião eram contadoras reais que trabalhavam na equipe de produção.

## Recepção

### Audiência
"Pilot" estreou na NBC em 24 de março de 2005. A estreia recebeu 5,0/13 na classificação Nielsen entre pessoas de 18 a 49 anos, o que significa que 5,0% de todos nessa faixa etária assistiram ao episódio. O episódio atraiu 11,2 milhões de espectadores no total. "Pilot" tornou-se líder de audiência no momento, superando todos os cinco concorrentes da rede. Além disso, foi classificado como o terceiro programa mais assistido daquela noite. É também o segundo mais assistido da série, através do episódio da quinta temporada "Stress Relief", que atraiu 22,9 milhões de telespectadores.

### Críticos
"Pilot" recebeu críticas mistas após sua estreia. Muitas fontes consideraram-no mais uma versão estadunidense fracassada de um programa britânico. Um avaliador do Deseret Morning News disse: "Talvez, depois que The Office tiver uma morte rápida na NBC, a rede decida que tentar americanizar as comédias da TV britânica não seja uma boa ideia". The New York Daily News disse que o programa "não é ousado nem engraçado", acrescentando que "a versão da NBC está tão diluída que resta pouco além de água lamacenta".
Erik Adams da The A.V. Club deu ao piloto um C+ e o considerou uma cópia sem brilho. Ele observou que "a falha fatal deste episódio — embora pudesse ter sido uma cláusula no acordo de licenciamento assinado por Gervais e Merchant — envolve deixar lembretes do piloto de The Office do Reino Unido a torto e a direito" e que "este episódio empalidece em comparação" com o outro. No entanto, Adams elogiou a personagem Pam, observando que "ela é a personificação de um caráter fundamentado, aparência e tom desglamourizados, esses primeiros episódios a venderam bem — antes que as temporadas subsequentes a abandonasse junto com as concessões mais óbvias ao conceito de 'documentário no local de trabalho'".
Embora muitos tenham considerado o primeiro episódio um fracasso, alguns meios de comunicação elogiaram o novo programa. Apesar de considerar o tempo da série "lento e doloroso", o Boston Globe a chamou de "engraçada".  Em relação a adaptações fracassadas de obras britânicas, o Pittsburgh Post-Gazette declarou: "Apesar da falha crítica no remake estadunidense da sitcom Coupling, a NBC faz um grande esforço em sua versão de The Office para duplicar o espírito do original e ao mesmo tempo injetar nele um espírito americano."